# ماسينا (كينشاسا)
ماسينا هي بلدية (بلدية) في حي تشانغو من كينشاسا، عاصمة جمهورية الكونغو الديمقراطية. يحدها من قبل ماليبو حمام سباحة في الشمال وشارع لومبومبا إلى الجنوب.
ملاجئ ماسينا في طياته مارشيه دو لا ليبرتي "مزي لوران ديزيريه كابيلا"، واحدة من أكبر الأسواق في كينشاسا، التي بنيت في ظل رئاسة لوران ديزيريه كابيلا لسداد سكان حي تشانغو الذين قاوموا المتمردين في أغسطس آب عام 1998ماسينا، جنبا إلى جنب مع البلديات من ندجيلي وكيمبانسيكي، تنتمي إلى منطقة الشرق كم تشانغو 20 من كينشاسا المركزي. [4]
وتحتل معظم الأراضي الرطبة من قبل البلدية المطلة على ماليبو حمام سباحة، وهو ما يفسر كثافة سكانية منخفضة نسبيا من البلدية. المنطقة الحضرية، التي تمتد على طول شارع لومومبا، ومع ذلك، تصل الكثافة السكانية مماثلة لتلك التي من البلديات الأخرى في قلب كينشاسا (حوالي 50،000 نسمة لكل كم ²).